# Знаки почтовой оплаты СССР (1958)
Зна́ки почто́вой опла́ты СССР (1958) — перечень (каталог) знаков почтовой оплаты (почтовых марок), введённых в обращение дирекцией по изданию и экспедированию знаков почтовой оплаты Министерства связи СССР в 1958 году.

## Список коммеморативных (памятных) марок
Порядок следования элементов в таблице соответствует номеру по каталогу марок СССР (ЦФА), в скобках приведены номера по каталогу «Михель».
| № по каталогу                          | Изображение | Описание и источники                                                             | Номинал   | Дата выпуска         | Тираж     | Художник                         |
| -------------------------------------- | ----------- | -------------------------------------------------------------------------------- | --------- | -------------------- | --------- | -------------------------------- |
| (ЦФА [АО «Марка»] № 2096) (Mi #2046)   |             | Серия «Всесоюзная промышленная выставка»: - Эмблема выставки.                    | 0,60 руб. | 8 января 1958 года   | 2 000 000 | Евдокия Буланова                 |
| (ЦФА [АО «Марка»] № 2114) (Mi #2047A)  |             | Серия «Деятели международного рабочего движения»: - Роза Люксембург (портрет).   | 0,40 руб. | 8 января 1958 года   | 1 000 000 | Павел Чернышов                   |
| (ЦФА [АО «Марка»] № 2114А) (Mi #2047C) |             | Серия «Деятели международного рабочего движения»: - Роза Люксембург (портрет).   | 0,40 руб. | 8 января 1958 года   | 1 000 000 | Павел Чернышов                   |
| (ЦФА [АО «Марка»] № 2150) (Mi #2077)   |             | «140 лет со дня рождения Карла Маркса»: - Портрет К. Маркса (тёмно-коричневая).  | 0,40 руб. | 5 мая 1958 года      | 1 500 000 | Иван Дубасов, гравёр Т. Никитина |
| (ЦФА [АО «Марка»] № 2151) (Mi #2078)   |             | «140 лет со дня рождения Карла Маркса»: - Портрет К. Маркса (ультрамариновая).   | 0,60 руб. | 5 мая 1958 года      | 1 500 000 | Иван Дубасов, гравёр Т. Никитина |
| (ЦФА [АО «Марка»] № 2152) (Mi #2079)   |             | «140 лет со дня рождения Карла Маркса»: - Портрет К. Маркса (вишнёво-красная).   | 1,00 руб. | 5 мая 1958 года      | 1 500 000 | Иван Дубасов, гравёр Т. Никитина |
| (ЦФА [АО «Марка»] № 2163) (Mi #2089A)  |             | «VI первенство мира по футболу в Стокгольме»: - Футболисты на фоне Земного шара. | 0,40 руб. | 5 июня 1958 года     | 1 500 000 | Роман Житков                     |
| (ЦФА [АО «Марка»] № 2164) (Mi #2090A)  |             | «VI первенство мира по футболу в Стокгольме»: - Футболисты на фоне Земного шара. | 0,60 руб. | 5 июня 1958 года     | 1 500 000 | Роман Житков                     |
| (ЦФА [АО «Марка»] № 2165) (Mi #2089B)  |             | «VI первенство мира по футболу в Стокгольме»: - Футболисты на фоне Земного шара. | 0,40 руб. | 1 июля 1958 года     | 150 000   | Роман Житков                     |
| (ЦФА [АО «Марка»] № 2166) (Mi #2090B)  |             | «VI первенство мира по футболу в Стокгольме»: - Футболисты на фоне Земного шара. | 0,60 руб. | 1 июля 1958 года     | 150 000   | Роман Житков                     |
| (ЦФА [АО «Марка»] № 2167) (Mi #2092)   |             | «Первенство мира по гимнастике в Москве»: - Упражнения на кольцах.               | 0,40 руб. | 24 июня 1958 года    | 1 500 000 | Роман Житков                     |
| (ЦФА [АО «Марка»] № 2168) (Mi #2093)   |             | «Первенство мира по гимнастике в Москве»: - Художественная гимнастика.           | 0,40 руб. | 24 июня 1958 года    | 1 500 000 | Роман Житков                     |
| (ЦФА [АО «Марка»] № 2271) (Mi #2188)   |             | Серия «Всесоюзная промышленная выставка»: - Атомный ледокол «Ленин».             | 0,40 руб. | 31 декабря 1958 года | 1 500 000 | Евдокия Буланова                 |

## Восьмой выпуск стандартных марок (1948—1958)
В сентябре 1958 года, в связи с изменением числа союзных республик, была переиздана перегравированная марка восьмого выпуска (1948—1958) выпуска 1957 года номиналом в 40 копеек с рисунком герба СССР (15 вместо 16 ленточек). Марка была отпечатана способом глубокой печати.
16 июля 1956 года Карело-Финская ССР была преобразована в автономию в составе РСФСР, вследствие чего Указом Президиума Верховного Совета СССР от 12 сентября 1956 года шестнадцатая лента с девизом на финском языке была удалена с герба.
| № по каталогу                              | Изображение | Описание и источники                                                        | Номинал   | Дата выпуска       | Тираж    | Художник         |
| ------------------------------------------ | ----------- | --------------------------------------------------------------------------- | --------- | ------------------ | -------- | ---------------- |
| (ЦФА [АО «Марка»] № 1388) (Mi #1335-II-II) |             | Государственный герб и флаг СССР, 15 лент, красная (рисунок 14,25×21,0 мм). | 0,40 руб. | сентябрь 1958 года | массовый | Василий Завьялов |

## Комментарии
1. ↑  Ниже приведён перечень памятных художественных марок (с возможностью сортировки по номиналу, тиражу и дате введения в обращение).
2. ↑  Серия «Всесоюзная промышленная выставка»: эмблема выставки, красная, чёрная, серо-лиловая. Цветная автотипия в сочетании с типографской печатью на мелованной бумаге, перфорирована: линейная зубцовка 12½ (на каждые 2 сантиметра края марки приходится 12½ зубцов). В марочных листах 50 (10×5) и 36 (6×6) марок[6][7][8]. Предыдущая марка  (ЦФА [АО «Марка»] № 2095)  (Mi #2025) «Турбина ГЭС» серии «Всесоюзная промышленная выставка» была выпущена в обращение 20 ноября 1957 года[9].
3. ↑  Серия «Деятели международного рабочего движения»: Роза Люксембург (портрет), многоцветная. Фототипия, перфорирована: комбинированная гребенчатая зубцовка 12½:12 (на каждые 2 сантиметра края марки приходится 12½:12 зубцов). В марочных листах 72 (9×8) марок[2][10][6].
4. ↑  Серия «Деятели международного рабочего движения»: Роза Люксембург (портрет), многоцветная. Фототипия, перфорирована: линейная зубцовка 12½ (на каждые 2 сантиметра края марки приходится 12½ зубцов). В марочных листах 40 (5×8) марок[2][10][6].
5. ↑  «140 лет со дня рождения Карла Маркса»: портрет К. Маркса (1818—1883), тёмно-коричневая. Металлография на плотной бумаге, перфорирована: линейная зубцовка 12½ (на каждые 2 сантиметра края марки приходится 12½ зубцов). В марочных листах 50 (10×5) марок[2][11][12].
6. ↑  «140 лет со дня рождения Карла Маркса»: портрет К. Маркса (1818—1883), ультрамариновая. Металлография на плотной бумаге, перфорирована: линейная зубцовка 12½ (на каждые 2 сантиметра края марки приходится 12½ зубцов). В марочных листах 50 (10×5) марок[2][11][12].
7. ↑  «140 лет со дня рождения Карла Маркса»: портрет К. Маркса (1818—1883), вишнёво-красная. Металлография на плотной бумаге, перфорирована: линейная зубцовка 12½ (на каждые 2 сантиметра края марки приходится 12½ зубцов). В марочных листах 50 (10×5) марок[2][11][12].
8. ↑  VI первенство мира по футболу в Стокгольме: футболисты на фоне Земного шара, многоцветная. Офсетная печать, перфорирована: комбинированная гребенчатая зубцовка 12½:12 (на каждые 2 сантиметра края марки приходится 12½:12 зубцов). Разновидность  (ЦФА [АО «Марка»] № 2163А)
 (Mi #2089C) — линейная зубцовка 12½. В марочных листах 80 (10×8) марок[2][13][14].
9. ↑  VI первенство мира по футболу в Стокгольме: футболисты на фоне Земного шара, многоцветная. Офсетная печать, перфорирована: комбинированная гребенчатая зубцовка 12½:12 (на каждые 2 сантиметра края марки приходится 12½:12 зубцов). В марочных листах 80 (10×8) марок[2][13][14].
10. ↑  VI первенство мира по футболу в Стокгольме: футболисты на фоне Земного шара, многоцветная. Офсетная печать, без зубцов. В марочных листах 80 (10×8) марок[2][13][14].
11. ↑  VI первенство мира по футболу в Стокгольме: футболисты на фоне Земного шара, многоцветная. Офсетная печать, без зубцов. В марочных листах 80 (10×8) марок[2][13][14].
12. ↑  Первенство мира по гимнастике в Москве: упражнения на кольцах, многоцветная. Офсетная печать, перфорирована: комбинированная гребенчатая зубцовка 12½:12 (на каждые 2 сантиметра края марки приходится 12½:12 зубцов). В марочных листах 80 (10×8) марок[2][13][14].
13. ↑  Первенство мира по гимнастике в Москве: художественная гимнастика, многоцветная. Офсетная печать, перфорирована: комбинированная гребенчатая зубцовка 12½:12 (на каждые 2 сантиметра края марки приходится 12½:12 зубцов). В марочных листах 80 (10×8) марок[2][13][14].
14. ↑  Серия «Всесоюзная промышленная выставка»: Атомный ледокол «Ленин», многоцветная. Офсетная печать, перфорирована: линейная зубцовка 12½ (на каждые 2 сантиметра края марки приходится 12½ зубцов). На некоторых марках из-за сдвига красок нижняя часть днища ледокола может быть забита более тёмной краской поверх красной («тёмное днище»). Кроме того, есть разновидность  (ЦФА [АО «Марка»] № 2271А) — марка  (ЦФА [АО «Марка»] № 2271) на сероватом фоне. В марочных листах 100 (10×10) марок[16][2][17]. Следующая марка  (ЦФА [АО «Марка»] № 2272)  (Mi #2189) «Тепловоз „ТЭ-3“» серии «Всесоюзная промышленная выставка» была выпущена в обращение 7 января 1959 года[16].
15. ↑  16.07.1956 — Верховный Совет СССР принял Закон о преобразовании Карело-Финской ССР в Карельскую Автономную Советскую Социалистическую Республику и включении её в состав РСФСР[23][24][25][26].
16. ↑  Государственный герб и флаг СССР, 15 лент, красная, размер рисунка 14,25×21,0 мм. Глубокая печать, перфорирована: комбинированная гребенчатая зубцовка 12:12½ (на каждые 2 сантиметра края марки приходится 12:12½ зубцов). Известны разновидности с плохо пропечатанными буквами, а также с тёмным и светлым молотом на серпе-молоте. В марочных листах по 100 (10×10) и горизонтальными сцепками с полями по 25 (5×5) экземпляров[18][19][20].
17. ↑  Точная дата начала эмиссии не указана в каталогах. В каталоге Соловьёва — указан 1958 год[19]; в каталоге-справочнике Певзнера[22] и в книге Владинца[21] указан сентябрь 1958 года, а в каталоге MICHEL указан август 1959 года[20].